# Orsk
Orsk (russisch Орск; kasachisch-kyrillisch Жаманқала Schamanqala, kasachisch-lateinisch Jamanqala) ist eine Großstadt mit 185.300 Einwohnern (Stand 2025) im Osten der Oblast Orenburg in der Russischen Föderation.
Die Stadt lässt sich durch ihre besondere Lage zwei Kontinenten zuordnen, Europa und Asien. Sie liegt in den Südausläufern des Urals, unweit zur Grenze zu Kasachstan, über 1700 km südöstlich von Moskau. Die Altstadt befindet sich am südöstlichen Ufer des Ural-Flusses und somit im asiatischen Teil Russlands, während die am anderen Ufer gelegene Neustadt zum europäischen Teil zählt. Etwa 80 % der Einwohner sind Russen, daneben gibt es Minderheiten von Ukrainern, Tataren, Kasachen (jeweils etwa 4 %), Russlanddeutschen, Baschkiren und Mordwinen (jeweils 1–2 %).

## Geschichte
Orsk wurde am 15. August 1735 unter der Leitung von Iwan Kirilow als Festung der russischen Zaren gegründet. Bis 1835 hatte die Festung vor allem den Charakter eines Grenzpostens und Grenzmarktes des Russischen Reichs. In diesem Jahr wurde die russische Grenze weiter nach Osten verschoben. Orsk behielt jedoch den Status einer wichtigen Durchgangsstation in Richtung Mittelasien. Ab 1858 gab es eine Poststraße, ab 1905 auch eine Eisenbahn-Hauptlinie von den russischen Metropolen via Orsk nach Taschkent (Trans-Aral-Eisenbahn). 1861 verlor Orsk den formalen Status einer Militärfestung, hatte sich aber bereits in den Jahren davor mehr und mehr in eine Kosakensiedlung mit zu dieser Zeit knapp 2000 Einwohnern verwandelt.
1865 wurde Orsk zur Stadt erhoben und eine neue Epoche in der Geschichte der Ansiedlung begann.
Orsk entwickelte sich bis Ende des 19. Jahrhunderts zu einem wichtigen Viehhandelsplatz und Wirtschaftszentrum. Innerhalb weniger Jahrzehnte kletterte die Einwohnerzahl auf etwa 14.000 (1923).
Zur Industriestadt wandelte sich Orsk dann ab 1930 und verstärkt im Zweiten Weltkrieg infolge von Evakuierungen aus den von den Deutschen bedrohten Gebieten. Neue Stadtviertel entstanden und Orsk entwickelte sich zur Großstadt. Während des Zweiten Weltkrieges (1943) war Orsk auch der Standort des Kriegsgefangenenlagers (Uprawlenije) 7-260.

### Bevölkerungsentwicklung
| Jahr | Einwohner |
| ---- | --------- |
| 1897 | 14.016    |
| 1926 | 13.581    |
| 1939 | 66.345    |
| 1959 | 176.214   |
| 1970 | 225.314   |
| 1979 | 246.667   |
| 1989 | 270.711   |
| 2002 | 250.963   |
| 2010 | 239.800   |
| 2021 | 189.195   |

Anmerkung: Volkszählungsdaten

## Sehenswürdigkeiten
Die Industriestadt Orsk ist nicht arm an sehenswerten Plätzen. Die historische Bausubstanz besteht aus 28 Baudenkmälern, darunter eine sehenswerte, vor einigen Jahren restaurierte orthodoxe Kirche im klassisch russischen Stil. Im Zentrum der Neustadt wurde 2006 eine neuerbaute römisch-katholische Kirche eingeweiht. Herausragend ist die zwischen 1870 und 1907 entstandene historische Altstadt. Die Altstadt liegt nicht direkt im Stadtzentrum, sondern etwas abseits auf der anderen Seite des Ural, durch eine Brücke angebunden. Das Stadtzentrum liegt im Hauptteil der Stadt um den Gagarin-Platz und besteht hauptsächlich aus Bauten der 1940er- bis 1950er-Jahre. Dort gibt es ein neues Theater sowie ein Kulturhaus. Alle Straßenbahnlinien laufen hier zusammen.

## Wirtschaft und Verkehr

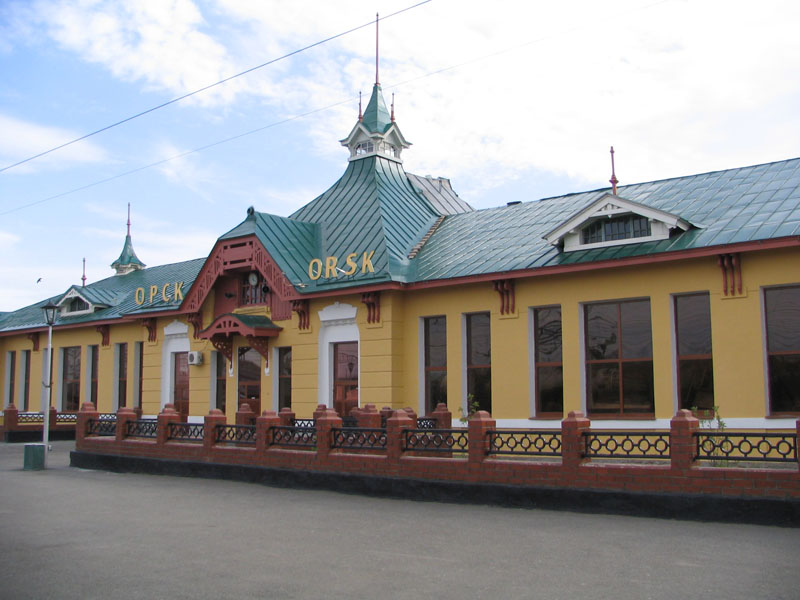
Bahnhof Orsk

In Orsk gibt es große Unternehmen der russischen Erdölindustrie sowie Maschinenbau und pharmazeutische Industrie. Die Gegend rund um die Stadt ist reich an Kupfer-, Chrom- und Nickelvorkommen, die in Orsk verhüttet werden.
Das größte Unternehmen ist das Nickel- und Buntmetallwerk Juzhuralnikel-Southern Urals Nickel Plant, das zum Mechel-Konzern gehört.
Durch die Stadt führen die russischen Hauptbahnlinien Orenburg – Jekaterinburg und Saratow – Tscheljabinsk. Der öffentliche Personennahverkehr wird von Bussen und Straßenbahnlinien getragen. Die Stadt verfügt über einen kleinen Flughafen, von dem jedoch nur wenige nationale (nach Moskau und Orenburg) und keine internationalen Flüge verkehren. Eine russische Nationalstraße führt durch Orsk von Orenburg kommend nach Aqtöbe in Kasachstan (A25).

## Sport
Im Eishockey wird die Stadt durch den Verein HK Juschny Ural Orsk vertreten.

## Söhne und Töchter der Stadt
- Juri Bondarew (1924–2020), Schriftsteller
- Wladimir Makanin (1937–2017), Schriftsteller
- Jewgeni Gorstkow (1950–2020), Boxer
- Wadim Jepantschinzew (* 1976), Eishockeyspieler
- Nikolai Apalikow (* 1982), Volleyballspieler und Olympiasieger
- Stanislaw Wolschenzew (* 1985), Skilangläufer
- Alexander Islamow (* 1986), Eishockeyspieler
- Michail Gluchow (* 1988), Eishockeyspieler
- Wladislaw Kamenew (* 1996), Eishockeyspieler
- Alexandra Gorjatschkina (* 1998), Schachspielerin
- Polina Schuwalowa (* 2001), Schachspielerin, Großmeister der Frauen